# 臺中市優化公車專用道
臺中市優化公車專用道（亦稱臺灣大道公車專用道，簡稱優化公車專用道、公車專用道）是臺灣臺中市快捷巴士藍線原行駛的專用路段轉換成的公車專用道，均設置於臺灣大道，從五權路口到沙鹿區英才路口（除光明路橋到安和路口之間未設置公車專用道）。全段僅限部分公車車輛及緊急車輛通行，其中的300、309及310公車由原臺中市快捷巴士藍線的雙節式大客車營運，其他的公車路線皆採用低底盤公車。
專用道站體仍沿用BRT時代的車站，但驗票閘門、售票設施及月台門停止使用，僅剩候車空間功能，改為比照其他公車採車上收費，票價與票證比照市公車。

## 概況

### 公車共同路段營運模式
300路營運模式：在2016年10月28日前，以靜宜大學－臺中火車站－靜宜大學的方式循環運行：300路在靜宜大學東行站發車後，沿著臺灣大道往臺中火車站的方向行駛，於臺灣大道五段上向東，在臺灣大道一段非專用道路段，比照一般公車停站，直至臺中火車站前建國路右轉，再由中山路口做180度大迴轉後，駛入臺中火車站站前廣場的專用道月台，提供乘客上下車。回程則依原路往西行駛，直至靜宜大學西行站後，將會清車並不再提供載客，進入待命、等候靜宜大學東行站發車或收班返回車廠，而除單一站體的臺中火車站，與單向的第二市場/仁愛醫院站外，其他車站東西行站體分離並不連通，乘客需過馬路往返不同方向站體，因此，300路而可理解成一條長度約34公里靜宜大學－東行方向－臺中火車站－西行方向－靜宜大學的單向路線，以U型「折疊」於臺灣大道。
2016年10月29日後，臺中火車站優化公車站與在舊臺中車站前建國路（臺灣大道到中山路）皆停止使用，300路線改成第一廣場（東協廣場）－靜宜大學，其中，第一廣場上下車地點相同
2018年10月11日後，臺中火車站轉運站開放，啟用一樓轉運中心月臺，重新開放臺中火車站優化公車站，目前僅開放雙節公車進入，300停靠A月台、309及310停靠B月臺；經新民街、建國路、雙十路、自由路重回臺灣大道。

### 優先號誌
全程相對優先號誌已於廢除BRT後取消。

### 專用號誌
專用道於「臺中火車站」進站與出站、「仁愛醫院站」出站、「臺灣大道五權路口」往臺中火車站方向及「臺灣大道朝富路口」秋紅谷站出站（東西行出站皆有設置），其專用號誌有較其他車輛號誌提前綠燈或延後紅燈之獨立運作特性。

### 行控中心
BRT行控中心的梧棲機廠目前也停用。

## 歷史
2015年
- 7月7日：晚間11點末班車到終點站後，臺中市快捷巴士藍線中止營運。
- 7月8日：台中市長林佳龍廢除BRT，並將BRT車道改為公車專用道，原藍線民營車輛改為台中市公車300路[2]。
- 7月13日：林佳龍在市政會議上的說詞表示:「雖然對原本搭乘BRT藍線的民眾來說速度變慢，但對於慢車道的機車族和海線的民眾受惠許多，『不能為少數人搭車速度變快，讓其他人受害』」。[3]

2016年
- 10月29日：調整臺中火車站的公車站位，原優化公車站停止使用。[4]

## 專用道上的車站
| 編號           | 車站名稱       |                                                       | 車站位址                                           | 前站距離(m) | 行政區 | 轉乘資訊               |
| -------------- | -------------- | ----------------------------------------------------- | -------------------------------------------------- | ----------- | ------ | ---------------------- |
| 優化公車專用道 |                |                                                       |                                                    |             |        |                        |
| A05            | 茄苳腳         | Qie Dong Jiao                                         | 臺灣大道二段／ 篤信街、梅川西路口                  | -           | 西區   |                        |
| A06            | 中正國小       | Chung-Cheng Elementary School                         | 臺灣大道二段／ 英才路、大仁街口                    | 700         | 西區   |                        |
| A07            | 科博館         | National Museum of Natural Science                    | 臺灣大道二段／ 健行路、美村路、中興街口            | 450         | 西區   |                        |
| A08            | 忠明國小       | Chung-Ming Elementary School                          | 臺灣大道二段／ 忠明路、忠明南路口                  | 450         | 西區   |                        |
| A09            | 頂何厝         | Ding He Cuo                                           | 臺灣大道二段／ 漢口路、東興路口                    | 450         | 西屯區 |                        |
| A10            | 市政府         | Taichung City Hall                                    | 臺灣大道三段／文心路口                             | 800         | 西屯區 | █ 臺中捷運綠線市政府站 |
| A11            | 新光／遠百     | Shin Kong Mitsukoshi/Top City Dept. Store             | 臺灣大道三段／ 惠來路、弘孝路口                    | 700         | 西屯區 |                        |
| A12            | 秋紅谷         | Maple Valley Park                                     | 臺灣大道三段／朝富路口                             | 600         | 西屯區 |                        |
| A13            | 福安           | Fu-An                                                 | 臺灣大道四段／安和路口                             | 1900        | 西屯區 |                        |
| A14            | 中港新城       | Zhonggang New Community                               | 臺灣大道四段／中工三路口                           | 600         | 西屯區 |                        |
| A15            | 澄清醫院       | Cheng Ching Hospital                                  | 臺灣大道四段／ 中工二路、福康路口                  | 350         | 西屯區 |                        |
| A16            | 玉門路         | Yumen Rd.                                             | 臺灣大道四段／玉門路口                             | 800         | 西屯區 |                        |
| A17            | 榮總／東海大學 | Taichung Veterans General Hospital/Tunghai University | 臺灣大道四段／東大路口                             | 700         | 西屯區 |                        |
| A18            | 東海別墅       | Dong Hai Shopping District                            | 臺灣大道四段／ 國際街、東園巷(臺灣大道五段3巷)路口 | 1000        | 西屯區 |                        |
| A19            | 坪頂           | Ping Ding                                             | 臺灣大道五段／遊園南、北路口                       | 800         | 龍井區 |                        |
| A20            | 正英路         | Zhengying Rd.                                         | 臺灣大道五段／正英路口                             | 3000        | 沙鹿區 |                        |
| A21            | 弘光科技大學   | Hungkuang University                                  | 臺灣大道五段／ 弘光科技大學門口                    | 400         | 沙鹿區 |                        |
| A22            | 晉江寮         | Jin Jiang Liao                                        | 臺灣大道六段／晉武路、東晉東路口                   | 500         | 沙鹿區 |                        |
| A23            | 靜宜大學       | Providence University                                 | 臺灣大道七段／ 靜宜大學門口                        | 600         | 沙鹿區 |                        |

### 公車路線
| 路線編號 | 營運區間                                                                    | 經營業者                   | 備註 |
| -------- | --------------------------------------------------------------------------- | -------------------------- | --- |
| 300      | 靜宜大學－臺中火車站(A月臺)－靜宜大學                                       | 統聯客運 台中客運 巨業交通 | 原台中BRT藍線 台灣大道路段行駛公車專用道，專用道上每站皆停 沿線行經彰化銀行、茄苳腳、中正國小、自然科學博物館、忠明國小、頂何厝、臺中市政府、大遠百、新光三越、秋紅谷、中港澄清醫院、臺中榮總、東海大學、東海別墅、坪頂、弘光科技大學、晉江寮 單循環路線，臺中火車站後為返程，返程不停第一廣場、彰化銀行。 全線雙節式低底盤無障礙公車；車輛配置一車五機；站名附客語報站 |
| 301      | 靜宜大學－新民高中                                                          | 統聯客運                   | 原86路（龍井停車場－新民高中） 台灣大道路段行駛公車專用道，專用道上每站皆停 經中友百貨、臺中科技大學（一中商圈）、臺中公園、干城 全線低底盤無障礙公車；車輛配置一車雙機 |
| 302      | 臺中國際機場－台中公園                                                      | 中台灣客運                 | 原150路-2013（臺中航空站－台中公園） 台灣大道路段行駛公車專用道，專用道上每站皆停 經干城、犁份、西勢寮 全線低底盤無障礙公車；車輛配置一車雙機，部分車輛提供Wi-Fi連線服務 |
| 303      | 港區藝術中心－鰲峰路－新民高中                                              | 統聯客運                   | 原83路（沙鹿－新民高中） 台灣大道路段行駛公車專用道，專用道上每站皆停 臺中市公車第一條配置一車雙機 全線低底盤無障礙公車；車輛配置一車雙機 |
| 304      | 港區藝術中心－五權路－新民高中                                              | 台中客運                   | 原88路（新民高中－沙鹿） 台灣大道路段行駛公車專用道，專用道上每站皆停 經臺中科技大學（一中商圈）、臺中公園、干城、沙鹿高工 全線低底盤無障礙公車；車輛配置一車三機；站名附客語報站 公車專用道上第一條投入電動公車的路線，車輛配置一車雙機。 |
| 305      | 大甲－鹿寮－臺中火車站(臺灣大道)                                            | 巨業交通                   | 原168路（巨業臺中站－大甲） 台灣大道路段行駛公車專用道，專用道上每站皆停 行駛臺灣大道（台中－沙鹿）、中山路（沙鹿－大甲） 沙鹿站轉北 單循環路線，台中火車站後為返程。 全線低底盤無障礙公車；車輛配置一車三機；站名附客語報站 |
| 305單    | 305E：大甲－鹿寮－臺中火車站(臺灣大道) 305W：臺中火車站(臺灣大道)→鹿寮→大甲 | 巨業交通                   | 為單向行駛路線。 |
| 305區    | 沙鹿－鹿寮－大甲                                                            | 巨業交通                   | 單向行駛，為尖峰時刻部分路線增開班次，例假日及寒暑假停駛 |
| 306      | 清水－梧棲－臺中火車站(臺灣大道)                                            | 巨業交通                   | 原169路（巨業臺中站－梧棲－清水） 台灣大道路段行駛公車專用道，專用道上每站皆停 行駛臺灣大道，經童綜合醫院梧棲院區（中港高中） 單循環路線，台中火車站後為返程。 全線低底盤無障礙公車；車輛配置一車三機；站名附客語報站 |
| 306單    | 306W：臺中火車站(臺灣大道)→梧棲→清水 306E：清水－梧棲－臺中火車站(臺灣大道) | 巨業交通                   | 為單向行駛路線。 |
| 306區    | 939：沙鹿－梧棲－清水 940：靜宜大學－梧棲－清水                             | 巨業交通                   | 為尖峰時刻部分路線增開班次，例假日及寒暑假停駛 |
| 307      | 新民高中－梧棲觀光漁港                                                      | 台中客運                   | 原57路（新民高中－梧棲觀光漁港） 台灣大道路段行駛公車專用道，專用道上每站皆停 經大莊、童綜合醫院梧棲院區（中港高中）、大智梧北路口、港灣技術中心、舶來品商圈、北堤 全線低底盤無障礙公車；車輛配置一車三機；站名附客語報站 |
| 308      | 新民高中－臺中港旅客服務中心－關連工業區                                    | 統聯客運                   | 原87路（新民高中－臺中港港務大樓－關連工業區） 台灣大道路段行駛公車專用道，專用道上每站皆停 經大莊、童綜合醫院梧棲院區（中港高中）、安仁里、梧棲國小、梧棲郵局、臺中港港務大樓 關連加工出口區中港園區站採單邊共站（往返程均在同站位上下車） 全線低底盤無障礙公車；部分車輛配置一車雙機                                                                                  |
| 309      | 高美濕地－臺中火車站(A月臺)－高美濕地                                       | 統聯客運 台中客運 巨業交通 | 台灣大道路段行駛公車專用道，專用道上每站皆停 沿線行經彰化銀行、茄苳腳、中正國小、自然科學博物館、忠明國小、頂何厝、臺中市政府、大遠百、新光三越、秋紅谷、中港澄清醫院、臺中榮總、東海大學、東海別墅、坪頂、弘光科技大學、晉江寮 單循環路線，臺中火車站後為返程，返程不停第一廣場、彰化銀行。 全線雙節式低底盤無障礙公車；車輛配置一車五機；站名附客語報站               |
| 310      | 臺中港旅客服務中心－臺中火車站(A月臺)－臺中港旅客服務中心                   | 統聯客運 台中客運 巨業交通 | 台灣大道路段行駛公車專用道，專用道上每站皆停 沿線行經彰化銀行、茄苳腳、中正國小、自然科學博物館、忠明國小、頂何厝、臺中市政府、大遠百、新光三越、秋紅谷、中港澄清醫院、臺中榮總、東海大學、東海別墅、坪頂、弘光科技大學、晉江寮、沙鹿高工 單循環路線，臺中火車站後為返程，返程不停第一廣場、彰化銀行。 全線雙節式低底盤無障礙公車；車輛配置一車五機；站名附客語報站     |